# Trolejbusy w Suchumi
Trolejbusy w Suchumi − system komunikacji trolejbusowej w abchaskim mieście Suchumi.
Trolejbusy w Suchumi otwarto 3 stycznia 1968. Obecnie w mieście są trzy linie:
- 1: Mikrorajon − Nowyj rajon
- 2: Szkoła nr 12 − Majak
- 4: Żeleznodorożnyj posiołok − Staryj posiołok

Wcześniej działała także linia nr 3

## Tabor
W Suchumi obecnie jest eksploatowanych 28 trolejbusów:
| typ                   | sztuk | lata produkcji |
| --------------------- | ----- | -------------- |
| ZiU-682G-016.04       | 20    | 2010           |
| TrolZa-5275.07 Optima | 5     | 2010           |
| ZiU-682G-016          | 3     | 2004           |